# Lozang Paldän Čhökji
Lozang Paldän Čhökji (1855–1882) byl osmým tibetským pančhenlamou. Buddhistickou tradicí školy Gelugpa je považován za inkarnaci svého předchůdce Lozang Tänpy.
| Linie pančhenlamů        | Linie pančhenlamů              | Linie pančhenlamů               |
| ------------------------ | ------------------------------ | ------------------------------- |
| Předchůdce: Lozang Tänpä | 1855–1882 Lozang Paldän Čhökji | Nástupce: Lozang Thubtän Čhökji |